# Yoldia glacialis
Yoldia glacialis är en musselart som beskrevs av Gray 1828. Yoldia glacialis ingår i släktet Yoldia och familjen Yoldiidae. Inga underarter finns listade i Catalogue of Life.